# NGC 2715
NGC 2715是一个位于鹿豹座的螺旋星系，1871年由阿方斯·路易·尼古拉斯·包瑞利发现。NGC 2715是一个 中間螺旋星系，直径为4.9弧分，内有超新星SN 1987M。